# عرق (مكيال)

## العِرْقُ لغة
هو ضفيرة تنسج من خوص وهو المكتل والزنبيل.
وقد ورد ذكره في الحديث لكفارة من افسد نهار رمضان وفيه أن نبي أتى بعرق تمر فقال: تصدق بهذا.
العرق يسع 15 صاعا.

## مقدار العرق
- عند الحنفية العرق 48.75 كيلوغرام.
- وعند الجمهور: 30.6 كيلوغرام.

## المصدر
- كتاب حقيقة الدينار والدرهم والصاع والمد لأبي العباس أحمد العزفي السبتي.
- علي جمعة المكاييل والموازين الشرعية.